# Concilie van Ferrara-Florence
Het Concilie van Ferrara-Florence was in de 15e eeuw de voortzetting van het Concilie van Bazel in Ferrara en Florence.
Paus Martinus V, die door het Concilie van Konstanz was gekozen om uit de strijd tussen drie pausen te geraken, ging per natie onderhandelen over hervormingen.
De tegenstand van de hussieten in Bohemen dwong de paus in 1431 een concilie te beleggen in Bazel.
Het Concilie van Bazel schafte allerlei onrechtmatige inkomsten van de paus af.
Het concilie ging ook wetgevend optreden. Paus Eugenius IV ontbond het concilie toen er te veel weerstand kwam, en verplaatste het vervolgens naar Ferrara (1438) en daarna naar Florence (1439).
De Byzantijnse keizer Johannes VIII Palaeologus zag zich genoodzaakt hulp te zoeken in het Westen naar aanleiding van de verovering van Thessaloniki en Ioannina door de Turken. De Byzantijnen verklaarden zich bereid om als tegenprestatie over de hereniging tussen de Griekse en de Latijnse Kerken te onderhandelen. Deze besprekingen werden gevoerd op het concilie in Florence onder leiding van de kardinaal-nepoot Francesco Condulmer, een neef van Eugenius IV. 
Men kwam langzamerhand tot overeenstemming over de principiële verschilpunten tussen de beide kerkgenootschappen: de oorsprong van de Heilige Geest, het gebruik van ongedesemd brood, het vagevuur en het pauselijk primaat. In 1439 kwam een herenigingsdecreet tot stand. Bij hun terugkeer in Constantinopel werden de keizer en de bisschoppen echter door het volk als verraders ontvangen. Ook de patriarchen van Jeruzalem, Antiochië en Alexandrië wezen de hereniging in 1443 af.